# Partenogenesi
La partenogenesi (dal greco παρθένος, «vergine» e γένεσις, «nascita», ovvero riproduzione virginale) è una modalità di riproduzione adottata da alcune piante e animali in cui lo sviluppo dell'uovo avviene senza che questo sia stato fecondato.
La partenogenesi è la modalità di riproduzione sessuata non anfigonica più frequente in natura e può essere considerata come una forma di riproduzione sessuata incompleta o “asessuata” perché, pur implicando la formazione di gameti, non richiede fecondazione. Essa può avvenire a partire sia da processi meiotici che mitotici, sia in aploidia che diploidia.
Una discendenza di origine partenogenica può essere: telitoca (composta da sole femmine), arrenotoca (composta di soli maschi) o deuterotoca (composta da entrambi i sessi). Col passare del tempo la partenogenesi si è evoluta in numerosi gruppi animali, a più livelli di evoluzione e affinamento.

## Partenogenesi rudimentale
La partenogenesi rudimentale avviene se in una specie che opera in anfigonia, avviene un processo di auto-attivazione dell'uovo, senza che questo sia fecondato da uno spermatozoo. In tale circostanza la segmentazione del genoma aploide porta alla degenerazione dell'embrione anormale.
Questo avvenimento, peraltro piuttosto diffuso in natura, sta alla base delle forme partenogeniche più complesse, senza tuttavia rappresentare un residuo evolutivo “imperfetto” di tali modalità.

## Partenogenesi accidentale
La partenogenesi accidentale avviene se oltre all'auto-attivazione dell'uovo compare, sempre accidentalmente, una regolazione genetica per restituzione anafasica, che consiste nella mitosi dell'uovo non fecondato.
Tale avvenimento produce la ricostituzione di un genoma diploide, omozigote in tutti i loci, avente due assetti aploidi identici e per questo aspetto risulterà assai più debole dei conspecifici, date le combinazioni geniche letali o subletali per l'organismo dovute all'omozigosi troppo elevata.
Nel caso lo zigote ottenuto per restituzione anafasica si svilupperà in un individuo embrione, assai raramente questo arriverà alla maturità sessuale e alla riproduzione.
La partenogenesi accidentale, come la rudimentale, è assai comune in natura ed i due processi spesso sono tra loro concomitanti.
Uno degli esempi più noti fra i vertebrati è rappresentato dalla partenogenesi accidentale arrenotoca del tacchino.

## Partenogenesi facoltativa
La partenogenesi facoltativa avviene nei casi in cui la partenogenesi accidentale con restituzione anafasica diventa la regola in certe specie o popolazioni.
In talune specie, i gameti femminili possono svilupparsi con ottima resa sia partenogenicamente che anfigonicamente.
In queste specie la meiosi è regolare; se si ha fecondazione e si sviluppano individui di entrambi i sessi per anfigonia, ma se manca la fecondazione si ha produzione verginale di sole femmine grazie al raddoppio del numero di cromosomi.
I Fasmidi forniscono importanti elementi di studio su queste modalità riproduttive; la specie Bacillus rossius, in Italia centro-meridionale si riproduce anfigonicamente, mentre in Toscana, Marche ed Emilia-Romagna si rinvengono esclusivamente popolazioni partenogeniche, che con normale meiosi sviluppano uova che si auto attivano e portano alla formazione di germi aploidi, che, per restituzione anafasica, diploidizzano sviluppando un embrione normale.
La facoltatività di questa partenogenesi sta nel fatto che qualsiasi femmina proveniente dalle popolazioni partenogeniche può comunque essere fecondata da un maschio ed è in grado di produrre discendenza deuterotoca e, naturalmente, femmine che normalmente si riproducono per via anfigonica isolate dai maschi.
Nella partenogenesi facoltativa può essere incluso anche un altro processo molto singolare e non correlato al precedente: la partenogenesi arrenotoca degli Imenotteri sociali (api, vespe ecc.). In questi insetti la modalità riproduttiva adottata di volta in volta determina il sesso del futuro individuo. Le regine si accoppiano una sola volta nella vita, durante il cosiddetto volo nuziale, dove fanno provvista di spermi che resteranno vitali nel corso della loro intera esistenza. Le uova, prima di essere deposte, possono essere fecondate o meno. Nella prima ipotesi danno esclusivamente una discendenza femminile diploide, mentre nel secondo caso vanno in partenogenesi e producono dei maschi che vivono in forma aploide; i fuchi.
In verità i fuchi, crescendo, restano aploidi solo nella linea germinale e diploidizzano in molte regioni del corpo. Il mistero della partenogenesi degli imenotteri sta nel fatto che da uova normalmente fecondate si svilupino solo femmine e non entrambi i sessi, come in tutti gli altri animali. Inoltre è strano che da uova non fecondate nascano soli maschi e nel fatto stesso che uova aploidi non degenerino e vadano in partenogenesi producendo organismi aploidi vitali. Il maschio aploide riesce a produrre nella linea germinale gameti altrettanto aploidi per meiosi attraverso una modificazione del processo.

### Partenogenesi facoltativa in vertebrati
La partenogenesi facoltativa in vertebrati è stata riscontrata in serpenti (pitoni, boa), lucertole, alcune specie di uccelli (tacchini, condor della California) e nei condroitti. Nel 2018 è stato riscontrato anche nei coccodrilli americani.

## Partenogenesi obbligatoria
La partenogenesi obbligatoria è l'ultimo stadio (quello evolutivamente più recente) presente in quelle specie che, abbandonata la fecondazione, si riproducono in modo esclusivamente clonale.
Nel seguente caso si assiste allo sviluppo di una popolazione di sole femmine.
L'uovo si sviluppa senza l'intervento dello spermatozoo per cui non si rende necessaria la presenza del sesso maschile.
Per queste caratteristiche, le specie partenogeniche obbligatorie sono definite unisessuali e non vanno confuse con quelle ermafrodite (entrambi i sessi in un solo individuo).
Seppur la partenogenesi riduca la variabilità genetica, in quanto mancano i processi di ricombinazione tipici della meiosi e perché un solo genitore fornisce cromosomi alla prole, tale processo può venire selezionato positivamente.
Ciò si deve al fatto che le medesime specie, sfruttando la poliploidia, riescono ad ottenere variazioni a livello genomico che in anfigonia non sarebbero possibili.
Una nuova via per la differenziazione genetica insomma, essere poliploide non dà solo l'opportunità di avere moltissimi geni da mutare, ma fornisce anche la possibilità alle forme ibride di racchiudere genomi diversi nello stesso individuo, producendo una grande eterozigosi.

## Partenogenesi occasionale
La partenogenesi occasionale è un tipo di partenogenesi facoltativa che si riscontra in quegli animali normalmente anfigonici e che in particolari condizioni (mancanza di maschi, Spanandria) possono presentare popolazioni partenogeniche. In questo caso dalle uova partenogeniche nasceranno solo femmine (partenogenesi Telitoca). Particolari casi sono rappresentati dallo squalo e dal drago di Komodo (il quale è comunque in grado di trattenere a lungo lo sperma maschile).

## Partenogenesi artificiale
Lo sviluppo partenogenico dell'uovo si può indurre artificialmente, trattando le uova con diversi stimoli fisici e chimici di vario tipo; si distingue, pertanto, una partenogenesi naturale che si verifica in condizioni non sperimentali da quella artificiale. Nel 2004 un progetto di ricerca condotto in Giappone presso l'Università di Tokyo riuscì a far riprodurre il topo femmina Kaguya per partenogenesi utilizzando due cellule uovo estratte da due diversi topi di sesso femminile geneticamente modificati, combinati per formare uno zigote.